# Ohis
Ohis é uma comuna francesa na região administrativa de Altos da França, no departamento de Aisne. Estende-se por uma área de 6,48 km². Em 2010 a comuna tinha 299 habitantes (densidade: 46,1 hab./km²).